# Martin Buber Landesschule
Die Martin Buber Landesschule ist eine Integrations- und Sonderschule des Landes Oberösterreich in der Gemeinde Alkoven. Der Unterricht findet in Sonder- und sozialintegrativen Klassen statt, mit dem Ziel der individuellen Förderung aller Schüler. Besonders auch solcher mit erhöhtem Förderbedarf, mit dem Anspruch Entwicklungsrückstände im kognitiven, körperlichen, sozialen, emotionalen Bereich und in der Wahrnehmung auszugleichen.

## Geschichte
- 1945 – Gründung der „Gauhilfsschule“ im Schloss Hartheim
- 1945 – Im Dezember Übersiedlung dieser Sonderschulklassen in das Waisenhaus Hart bei Leonding – Geburtsstunde des Kinderdorfes St. Isidor
- 1969 – Eröffnung einer Expositurklasse der Landessonderschule St. Isidor im Institut Hartheim – dies ist der eigentliche Beginn der Schule. Diese Klasse wird von einer Werklehrerin geleitet und von 12 Schulkindern besucht.
- 1979 – Laut Erlass der Landesregierung wird die Schule ab dem Schuljahr 1979/80 selbständig
- 1999 – 30 Jahre Landessonderschule Hartheim. Anlässlich des Festaktes wird der neue Name der Schule Martin Buber Landesschule bekanntgegeben
- 2003 – Große Eröffnungsfeier des neuen Gebäudes der Martin Buber Landesschule

## Leitbild
Die Martin Buber Landesschule ist nach dem österreichisch-israelischen Religionsphilosophen Martin Buber benannt.
Sie hat den Ausspruch Martin Bubers „Der Mensch wird am Du zum Ich“ für sich zum Leitsatz erklärt.

## Schwerpunkte der unterrichtlichen Arbeit
Der Unterricht erfolgt nach Lehrplänen der Volksschule, der Allgemeinen Sonderschule und der S-Klasse in
- integrativ geführten Volksschulklassen
- sozialintegrativen Kleinklassen mit dem Schwerpunkt „Soziales Lernen“
- Sonderschulklassen für geistig und körperlich beeinträchtigte Kinder.

Folgende Schwerpunkte stehen im Vordergrund:
- Förderdiagnostik zur Feststellung des momentanen Entwicklungsstandes
- Erstellen individueller Förderpläne
- „Wohlfühlrahmen“ für das eigentliche Lernen schaffen
- Offenes, ganzheitliches Lernen
- Handlungsorientierter Unterricht
- Projektunterricht
- Soziales Lernen
- Teamteaching
- Intensive Zusammenarbeit mit den Helfersystemen (Therapeuten, Hort, Wohngruppe, Freizeitbegleitung …)
- Elternarbeit

## Besondere Förderangebote
- Reiten
- Tiergestütztes Verhaltenstraining
- Unterricht mit PC und Spezialprogrammen
- Förderung im kreativ-musischen Bereich in Neigungsgruppen
- Sprachheilunterricht
- Schuleigener behindertengerecht ausgestatteter Bus (Lehrausgänge, Wandertage, Schullandwochen …)
- Unterstützende Kommunikation (Symbole, Gebärden, elektronische Hilfen)

## Nachmittagsbetreuung
- Intensive Betreuung und Begleitung bei den Hausübungen
- Den speziellen Interessen der Schüler wird nach dem regulären Unterricht im Rahmen von Spiel- und Sportgruppen Rechnung getragen. Ein großer Aufenthaltsraum, Spiel und Sportgeräte im Pausenraum und im Turnsaal, sowie der Computerraum mit Internetanschluss stehen dafür zur Verfügung
- Aktivitäten im Freien